# Miód (singel)
Miód – pierwszy singel Natalii Przybysz pochodzący z czwartej płyty Prąd, wydane przez Warner Music.

## Notowania
- Uwuemka (Olsztyn): 14[3]
- Raga Top: 17[4]
- Lista Przebojów Radia Merkury (Poznań): 27[5]
- Lista Przebojów Trójki: 30[6]

## Teledysk
Wideoklip do singla "Miód" powstał w Szwecji, a jego twórcami są Anna Bajorek (reżyseria) i Marcin Morawicki (operator).